# گریس‌مانکی
گریس‌مانکی (به انگلیسی: Greasemonkey) نام افزونه‌ای برای مرورگر فایرفاکس است که اجازه می‌دهد کاربران اسکریپت‌های دلخواه خودشان را برای تغییر در صفحاتی که بازدید می‌کنند بنویسند یا نصب کنند. اسکریپت‌های این افزونه به زبان جاوااسکریپت نوشته می‌شوند و می‌توانند بیشتر کارهای کدهای جاوااسکریپت رایج در طرف کارخواه را انجام دهند.